# کیفر مور
کیفر مور (انگلیسی: Kieffer Moore؛ زادهٔ ۸ اوت ۱۹۹۲) بازیکن فوتبال اهل بریتانیا است.
از باشگاه‌هایی که در آن بازی کرده‌است می‌توان به باشگاه فوتبال روترهام یونایتد، باشگاه فوتبال ایپسویچ تاون، باشگاه فوتبال تورکی یونایتد، باشگاه فوتبال ویگان اتلتیک، باشگاه فوتبال وایکینگ، باشگاه فوتبال ترورو سیتی، باشگاه فوتبال فارست گرین راورز، باشگاه فوتبال بارنزلی، و باشگاه فوتبال یئوویل تاون اشاره کرد.
وی همچنین در تیم ملی فوتبال ولز بازی کرده‌است.